# When Men Desire
When Men Desire er en amerikansk stumfilm fra 1919 af J. Gordon Edwards.

## Medvirkende
- Theda Bara som Marie Lohr
- Fleming Ward som Robert Stedman
- G. Raymond Nye som von Rohn
- Edward Elkas som Lohr
- Maude Hill som Lola Santez